# Роу, Колвин
Колвин Роджер Роу (англ. Colwyn Roger Rowe; 22 марта 1956 года, Ипсуич, Англия) — английский футбольный тренер.

## Биография
В качестве футболиста выступал за английский «Колчестер Юнайтед». В качестве тренера работал с рядом полупрофессиональных коллективов, а также отвечал за работу футбольных академий. В 2005 году от Футбольной ассоциации Англии вел тренерские семинары в Ираке. Позднее отвечал за программу развития юношеского футбола в Иордании.
С 2006 по 2008 год англичанин являлся главным тренером сборной Ботсваны, был уволен после неудачной игры в отборочном матче против сборной Мадагаскара. Некоторое время отвечал за молодёжные команды египетского «Аль-Ахли»
С февраля 2011 по апрель 2021 года Роу являлся наставником сборной Сент-Винсента и Гренадин.

## Семья
Колвин Роу женат, у него есть двое сыновей. Один из них, Джеймс (род. 1983), играл за различные английские команды низших лиг, а после завершения карьеры также стал тренером.